# Ihram

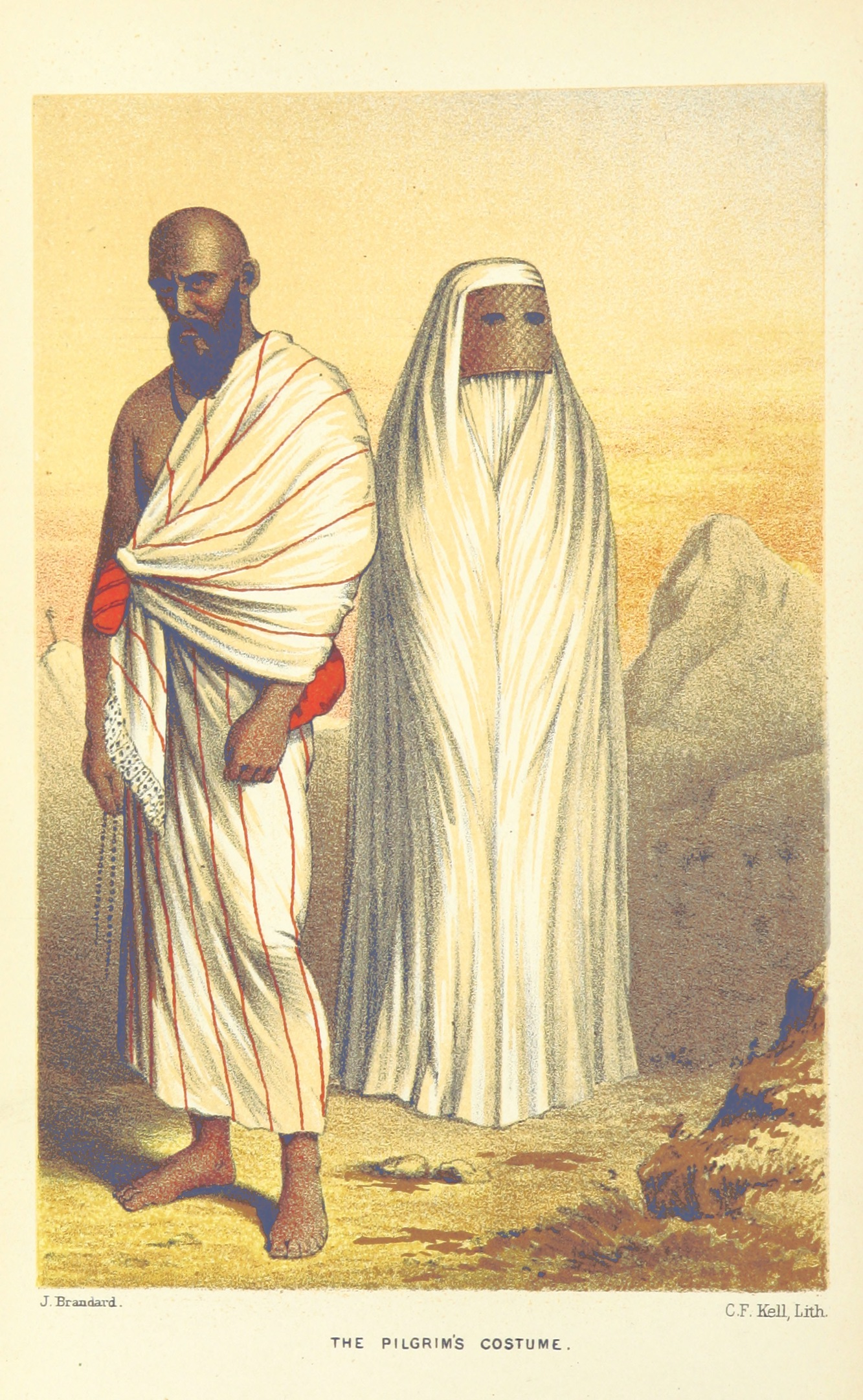
Pelgrims in Ihram-kleding, 1893.

Ihram is de benaming van de kleding en de staat van toewijding van de islamitische pelgrim tijdens de kleine bedevaart of de grote bedevaart.
Het binnengaan in de staat van toewijding wordt voorafgegaan door de grote rituele wassing. Degene die zich in deze toestand bevindt, wordt muḥrim genoemd. De pelgrim blijft in deze staat van toewijding tot het einde van de pelgrimsceremonies, die eindigen met het verwijderen van de iḥram-kleding.
De mantel bestaat (voor mannen) uit twee witte katoenen doeken, waarvan er één om de heupen wordt gewikkeld en het lichaam tussen de navel en de knieën bedekt. Een tweede doek bedekt de linkerschouder, rug en een deel van de borst; het is aan de rechterkant van het lichaam samengebonden. Beide doeken moeten wit zijn. Er mogen geen stevige schoenen of laarzen aan de voeten gedragen worden, met uitzondering van sandalen.
Vrouwen hebben geen speciale dresscode, behalve dat hun gezicht tijdens ceremonies niet gesluierd mag zijn en dat ze geen handschoenen mogen dragen. Ook dienen hun lichaamsvormen niet duidelijk zichtbaar te zijn.
De islamitische wetgeving verklaart het verdienstelijk als de pelgrim aan het begin van zijn reis naar Mekka de staat van iḥram binnengaat. De islamitische wetgeving heeft enkele plaatsen gespecificeerd op de grens van het heilige gebied rondom Mekka waar pelgrims de staat van toewijding binnengaan. Degenen die binnen dit heilige gebied wonen, komen in de staat van wijding terecht op hun respectieve verblijfplaats. In deze staat van toewijding zijn bloedvergieten van welke aard dan ook (het doden van insecten zoals luizen moet ook worden vermeden), jagen en geslachtsgemeenschap verboden.